# セントジョセフ (ミズーリ州)
セントジョセフ（英: St. Joseph）は、アメリカ合衆国ミズーリ州の都市。ブキャナン郡の郡庁所在地である。人口は7万2473人（2020年）。ミズーリ川沿いに位置している。
セントジョセフはポニー・エクスプレスの出発地であったことやジェシー・ジェイムズが死んだ場所として知られている。市内にはミズーリ・ウェスタン州立大学がキャンパスを構えている。ブキャナン郡、アンドリュー郡、デカルブ郡、カンザス州のドニファン郡に跨るセントジョセフ都市圏の中核である。

## 歴史
セントジョセフは毛皮商人のジョーゼフ・ロビドゥによってミズーリ川沿いに設立された。市は1843年に公式に法人化された。
市の創設期はにぎやかな辺境の開拓地で、荒っぽいフロンティアの町だった。ミズーリ川から西部の開拓へ向かうときの最も新しい補給所として機能していた。南北戦争が起こるまではアメリカで鉄道によって到達できる最も西の地点であった。
ダウンタウンを東西に走る大通りはファラオン、ジュール、フランソワ（フランシス）、フェリクス、エドモン、シャルル、シルヴァニー、メッサニーと、ロビドゥが設けた8人の子どもから名づけられた。シルヴァニー・ストリート、メッサニー・ストリートの間にある通りは彼の2番目の妻であるアンジェリークという名前が付けられた。
セントジョセフは1800年代半ば、オレゴン準州へ向かう「出発地点」であった。インディペンデンスやセントジョセフといった都市は開拓者が滞在し、幌馬車で出発する前に食糧品などを購入する場所であった。町は非常に賑やかで、アメリカで2番目に電化された路面電車が走った都市でもある。
1860年4月3日から1861年10月後半にかけて、セントジョセフはポニー・エクスプレスの終点の一つだった。ポニー・エクスプレスは短期間ではあったが、鉄道では到達できない場所へ郵便速達サービスを提供していた。ポニー・エクスプレスの騎手は小さな聖書（ポニー・エクスプレス・バイブル）を携帯して郵便物を運んでいた。現在、ポニー・エクスプレス博物館では多くの来訪者を馬屋に迎え入れている。
1882年4月3日、無法者ジェシー・ジェイムズがパティ・ハウスにほど近いラファイエット通り1318番地にあった彼の自宅で殺害された。経済が衰退した南北戦争後には、ペティ・ハウスにペティ女子大学（後のセントジョセフ女子大学）1881年まで置かれていた。
ジェイムズはミスター・ハワードという偽名を使っていた。当時の有名な詩にこのようなものがあった。「""小汚い臆病者がハワードを撃った。貧しいジェシーは墓の中。""」
ヒートン・ボウマン・スミス葬儀場はジェシー・ジェイムズについての小さな博物館を管理している。博物館は一般向けに開放されている。彼の自宅は、現在はジェシー・ジェイムズ家博物館となっている。建物は少なくとも3度建て替えられている。ジェイムズに致命傷を与えた銃弾の穴も残っている。セントジョセフは「ポニー・エクスプレスに始まり、ジェシー・ジェイムズに終わる」というスローガンでなぞらえられることもあった。
ペティ・ハウスはアメリカ合衆国国家歴史登録財に登録されている。以前のホテルは、現在は交通博物館、ピクチュア・パレスのミズーリ・シアターとして維持管理されている。
市の人口は1900年にピークを迎え、国勢調査での人口は102,979人だった。しかしこの数字は疑わしく、地元の指導者が数を吊り上げようとした可能性がある。
当時、ネイヴ&マッコード商事、ハンニバル&セントジョセフ鉄道、C・D・スミス&カンパニー（後のC・D・スミス・ヘルスケア）など、中西部で最大規模の卸売業社が拠点を置いていた。

### 勲章
セントジョセフは1997年に全国都市連盟からオール・アメリカ・シティの表彰を受けた。雑誌『トゥルーウェストマガジン』の1・2月号で、セントジョセフは2007年の「トゥルーウェスタンタウン」のトップとなった。

## 地理
セントジョセフは北緯39度45分29秒 西経94度50分12秒 / 北緯39.75806度 西経94.83667度、ミズーリ州の北西部のミズーリ・カンザス州境に位置している。セントジョセフから最も近い大都市圏はカンザスシティ大都市圏で、南に約48㎞の距離にある。最も近い主要な空港はカンザスシティ国際空港で、南に約56㎞の距離にある。
アメリカ合衆国国勢調査局によれば、市域全面積は44.77平方マイル (115.95 km2)で、このうち陸地は6.4平方マイル (24 km2)、水域は0.78平方マイル (2.02 km2)である。

## 気候
| セントジョセフ (1981–2010)の気候 | セントジョセフ (1981–2010)の気候 | セントジョセフ (1981–2010)の気候 | セントジョセフ (1981–2010)の気候 | セントジョセフ (1981–2010)の気候 | セントジョセフ (1981–2010)の気候 | セントジョセフ (1981–2010)の気候 | セントジョセフ (1981–2010)の気候 | セントジョセフ (1981–2010)の気候 | セントジョセフ (1981–2010)の気候 | セントジョセフ (1981–2010)の気候 | セントジョセフ (1981–2010)の気候 | セントジョセフ (1981–2010)の気候 | セントジョセフ (1981–2010)の気候 |
| 月                               | 1月                              | 2月                              | 3月                              | 4月                              | 5月                              | 6月                              | 7月                              | 8月                              | 9月                              | 10月                             | 11月                             | 12月                             | 年                               |
| -------------------------------- | -------------------------------- | -------------------------------- | -------------------------------- | -------------------------------- | -------------------------------- | -------------------------------- | -------------------------------- | -------------------------------- | -------------------------------- | -------------------------------- | -------------------------------- | -------------------------------- | -------------------------------- |
| 平均最高気温 °F （°C）           | 37.2 (2.9)                       | 42.3 (5.7)                       | 54.7 (12.6)                      | 66.4 (19.1)                      | 76.2 (24.6)                      | 84.5 (29.2)                      | 88.6 (31.4)                      | 86.5 (30.3)                      | 79.7 (26.5)                      | 67.6 (19.8)                      | 53.2 (11.8)                      | 38.7 (3.7)                       | 64.6 (18.1)                      |
| 平均最低気温 °F （°C）           | 17.6 (−8)                        | 21.9 (−5.6)                      | 32.0 (0)                         | 42.7 (5.9)                       | 53.9 (12.2)                      | 63.4 (17.4)                      | 67.9 (19.9)                      | 64.5 (18.1)                      | 54.8 (12.7)                      | 43.1 (6.2)                       | 31.8 (−0.1)                      | 19.5 (−6.9)                      | 42.76 (5.98)                     |
| 降水量 inch （mm）               | 0.63 (16)                        | 1.15 (29.2)                      | 2.19 (55.6)                      | 3.30 (83.8)                      | 4.94 (125.5)                     | 4.64 (117.9)                     | 3.47 (88.1)                      | 4.41 (112)                       | 3.36 (85.3)                      | 3.05 (77.5)                      | 1.73 (43.9)                      | 1.41 (35.8)                      | 34.28 (870.7)                    |
| 降雪量 inch （cm）               | 4.0 (10.2)                       | 2.7 (6.9)                        | 1.0 (2.5)                        | 0.3 (0.8)                        | 0.0 (0)                          | 0.0 (0)                          | 0.0 (0)                          | 0.0 (0)                          | 0.0 (0)                          | 0.3 (0.8)                        | 0.5 (1.3)                        | 3.5 (8.9)                        | 12.4 (31.5)                      |
| 出典：NOAA                       |                                  |                                  |                                  |                                  |                                  |                                  |                                  |                                  |                                  |                                  |                                  |                                  |                                  |

## 人口動態
以下は2010年の国勢調査による人口統計データである。
| 基礎データ - 人口: 76,780人 - 世帯数: 29,727 世帯 - 家族数: 18,492 家族 - 人口密度: 673.9人/km2（1,745.4人/mi2） - 住居数: 33,189 軒 - 住居密度: 291.3軒/km2（754.5 軒/mi2） 人種別人口構成 - 白人: 87.8% - アフリカン・アメリカン: 6.0% - ネイティブ・アメリカン: 0.5% - アジア人: 0.9% - 太平洋諸島系: 0.2% - その他の人種: 2.0% - 混血: 2.7% - ヒスパニック・ラテン系: 5.7% | 年齢別人口構成 - 18歳未満: 23.6% - 18-24歳: 11.7% - 25-44歳: 26.1% - 45-64歳: 24.9% - 65歳以上: 13.8% - 年齢の中央値: 35.6歳 - 性比 - 男性: 49.8% - 女性: 50.2% 世帯と家族（対世帯数） - 18歳未満の子供がいる: 32.0% - 結婚・同居している夫婦: 42.0% - 未婚・離婚・死別女性が世帯主: 14.5% - 未婚・離婚・死別男性が世帯主: 5.7% - 非家族世帯: 37.8% - 単身世帯: 30.7% - 65歳以上の老人1人暮らし: 12.2% - 平均構成人数 - 世帯: 2.43人 - 家族: 3.01人 |

## 経済

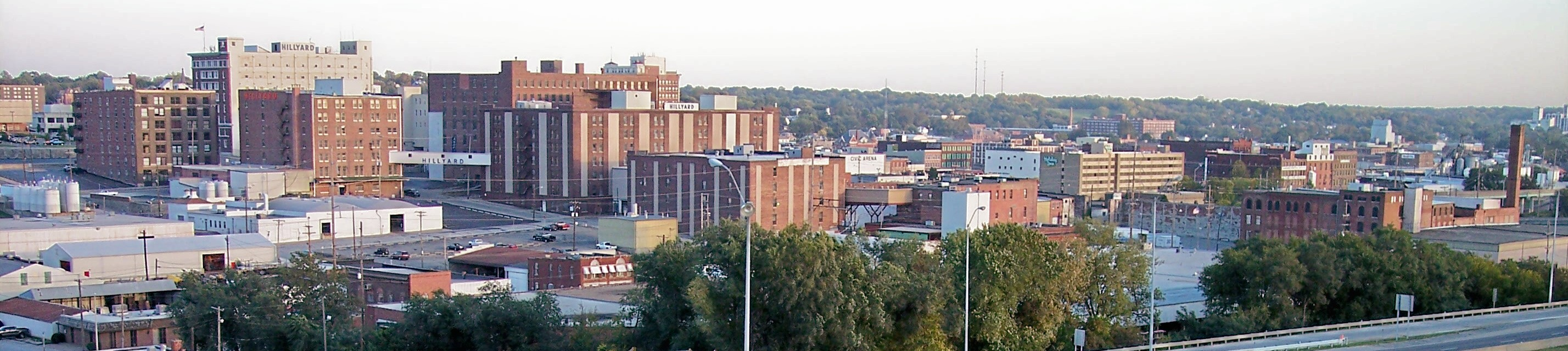
セントジョセフのダウンタウン（2006年）

市内にはいくつかの商業集積地があり、その多くは市の東部を走るベルト・ハイウェイに沿って集中している。イースト・ヒルズ・モールはノースベルト・ハイウェイとフレデリック・ブールバードの角に位置している。このショッピングモールは1965年に開業し、1988年に拡張され、さらに2001年、2008～2009年にかけて改装された。
2005年に開発されたショップス・アット・ノースビレッジにはノースベルト・ハイウェイに沿って、クックロードとの交差点からカントリーライン・ロードとの交差点の辺りにかけて店舗が集まっている。ここは地域の商業地区として機能している。他の商業地区としては、ベルトセンター、ハイビーショッピングセンター、ヒルクレスト・プラザ、イーストリッジ・ビレッジ、ウッドローンショッピングセンターなどがある。

## 教育
セントジョセフ教育学区では3校の公立高校、4校の中学校、16校の公立小学校を管轄している。また私立学校は3校、私立高校は1校、K-12の私立学校は1校ある。新たにオークグローブ小学校、カーデンパーク小学校の2校が建設され、2014年度に開校した。高等教育機関としては、公立大学、私立・公立の専門学校がある。
| 公立小学校 - カーデンパーク小学校 - コールマン小学校 - エジソン小学校 - エリソン小学校 - ユージーンフィールド小学校 - ホセア小学校 - フンボルト小学校 - ハイド小学校 - レイクコントラリー小学校 - リンドバーグ小学校 - マークトウェイン小学校 - オークグローブ小学校 - パークウェイ小学校 - パーシング小学校 - ピケット小学校 - スカイス小学校 公立中学校 - ボード中学校 - ロビドゥ中学校 - スプリングガーデン中学校 - トルーマン中学校 | 公立高校 - セントラル高校 - ベントン高校 - ラファイエット高校 私立学校 - ビショップ・ルブロン高校 - カテドラル・グレードスクール - セントフランシス・ザビエル・グレードスクール - セントジェイムズ・グレードスクール - セントジョセフ・クリスチャンスクール - セントポール・ルーテルスクール - プレスコット・セブンスデー・アドベンチスト・スクール 大学 - ミズーリ・ウェスタン州立大学 その他 - Vatterott College - アメリカン・カレッジ・オブ・テクノロジー - ヒルヤード・テクニカルセンター - コルガン・オルタナティブ・リソースセンター - ウェブスター・ラーニングセンター |

## 交通
セントジョセフ・トランジットは公的に所有・運行されているバスである。ローズクランズ記念空港は市と軍が所有する、一般航空用の空港である。この空港にはミズーリ空軍州兵の第139空輸中隊が常駐しており、商業用には使われていない。
市内には2本の州間高速道路と4本の国道が通っている。
- 州間高速道路29号線 - 南はカンザスシティ、北はカウンシルブラフスへ至る。
- 州間高速道路229号線 - 市の西部を通るバイパス線である。
- アメリカ国道36号線 - ポニーエクスプレス・ハイウェイとも呼ばれる。東はキャメロン、西はカンザス州ハイアワサへ至る。
- アメリカ国道59号線 - 南はカンザス州アッチソン、北はアイオワ州西部へ至る。
- アメリカ国道71号線 - 南は州間高速道路29号線との重複区間でカンザスシティへ至り、北はメリービルへ至る。
- アメリカ国道169号線 - 南はカンザスシティ、北はウィンターセットへ至る。

さらに、以下の4本の州道も市内を通っている。
- ミズーリ州道6号線
- ミズーリ州道371号線
- ミズーリ州道752号線
- ミズーリ州道759号線

## 街並み
多くの公園、ゴルフコース、スポーツ施設、スケート場、親水公園、ミズーリ川に沿ったリバーウォーク、そして市内至る所に小さな保全地域がある。市には26マイルに及ぶ公園道路と、それに伴っているアーバントレイルがあることが全米でも知られている。
市内で最も大きいクリュッグパーク、ハイドパークの2つの公園が、公園道路とアーバントレイルの南北の起点・終点である。現在、公園道路に沿った場所にドッグランを開発中である。

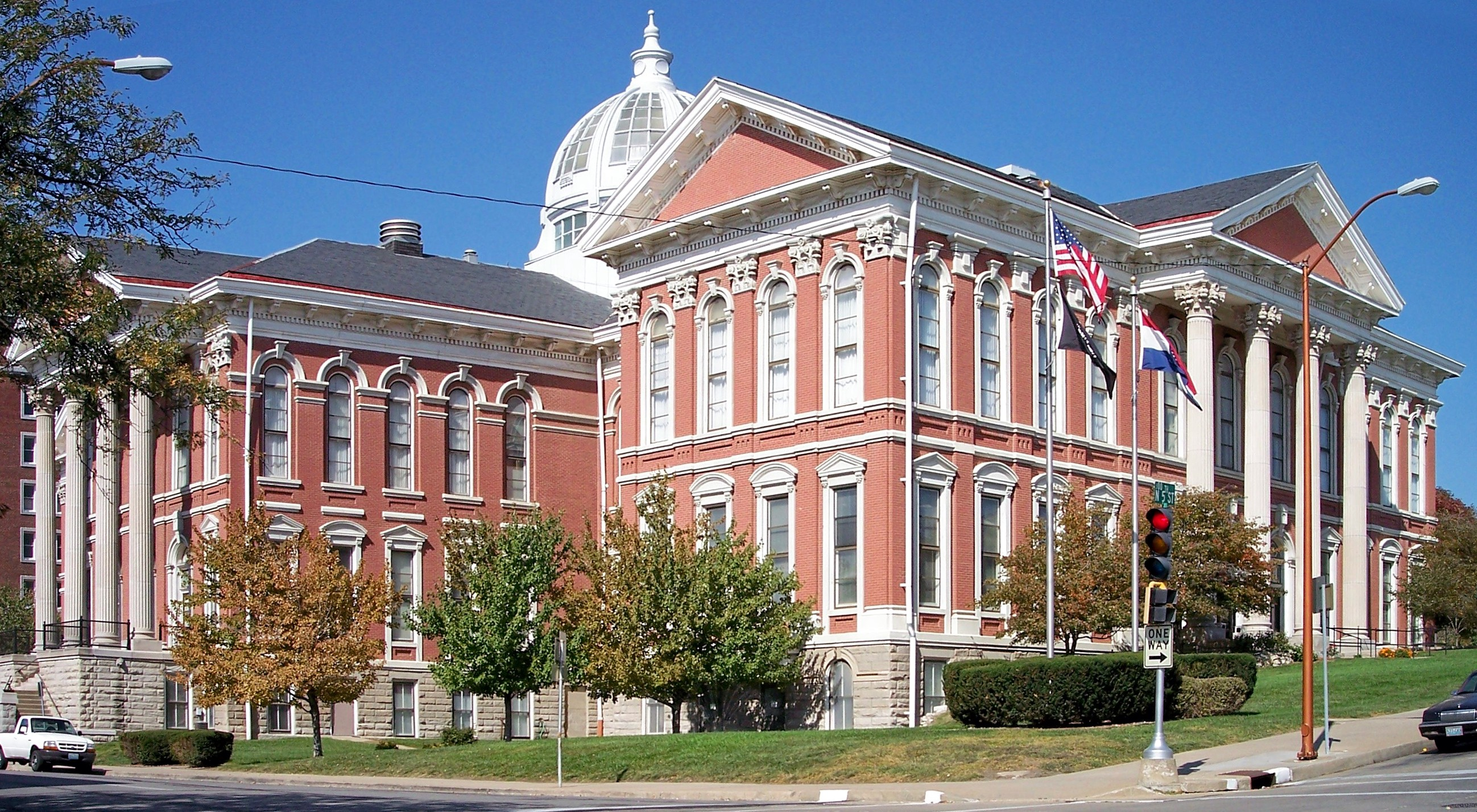
ダウンタウンにあるブキャナン郡裁判所

## メディア
セントジョセフはニールセン・メディアリサーチ社の調査で、全米で210あるメディア市場のうち現在201番目の規模にランク付けされている。
このメディア市場はミズーリ州北西部の6つの郡（ホルト郡、ワース郡、ノダウェイ郡、アンドリュー郡、デカルブ郡、ブキャナン郡、さらにカンザス州北東部のドニファン郡に跨っている。
セントジョセフ地域には低出力テレビ局が1局、フルパワーテレビ局が2局、ラジオ局が10曲ある。

### 新聞
- セントジョセフ・ニュースプレス
- ザ・セントジョセフ・テレグラフ
- ザ・レギュラー・ジョー

## 著名な出身者
- エミネム - ラッパー、音楽プロデューサー、シンガーソングライター、俳優。
- スティーヴ・ウォルシュ - ロック・ミュージシャン。
- ジェシー・ジェイムズ - ガンマン、アウトロー。
- トム・ペンダーガスト - 実業家、フィクサー、マフィア。
- ウォルター・クロンカイト - ジャーナリスト、アンカーマン。
- ベティ・ギャレット - 女優、歌手、ダンサー。
- ジョージア・ヘイル - 女優。
- ジェーン・ワイマン - 映画女優。
- コールマン・ホーキンス - ジャズ・サックス奏者。
- ティモシー・オマンソン - 俳優。
- ネリー・ロス - 政治家、初の女性州知事。
- ライアン・ブラッドレイ - フィギュアスケート選手。
- ロニー・エチソン - プロレスラー。
- サニー・マイヤース - プロレスラー。
- ラリー・ハミルトン - プロレスラー。
- ジョディ・ハミルトン - プロレスラー。
- エド・ウィスコスキー - プロレスラー。
- ハクソー・ヒギンズ - プロレスラー。
- ケイ・ノーブル - 女子プロレスラー。
- ベティ・ニコライ - 女子プロレスラー。